# Рохалики
Рохалики (пол. Rochaliki) — село в Польщі, у гміні Блоне Варшавського-Західного повіту Мазовецького воєводства.
Населення — 68 осіб (2011).
У 1975-1998 роках село належало до Варшавського воєводства.

## Демографія
Демографічна структура станом на 31 березня 2011 року:
|          | Загалом | Допрацездатний вік | Працездатний вік | Постпрацездатний вік |
| -------- | ------- | ------------------ | ---------------- | -------------------- |
| Чоловіки | 32      | 4                  | 23               | 5                    |
| Жінки    | 36      | 6                  | 18               | 12                   |
| Разом    | 68      | 10                 | 41               | 17                   |